# Архітектура нацистської Німеччини

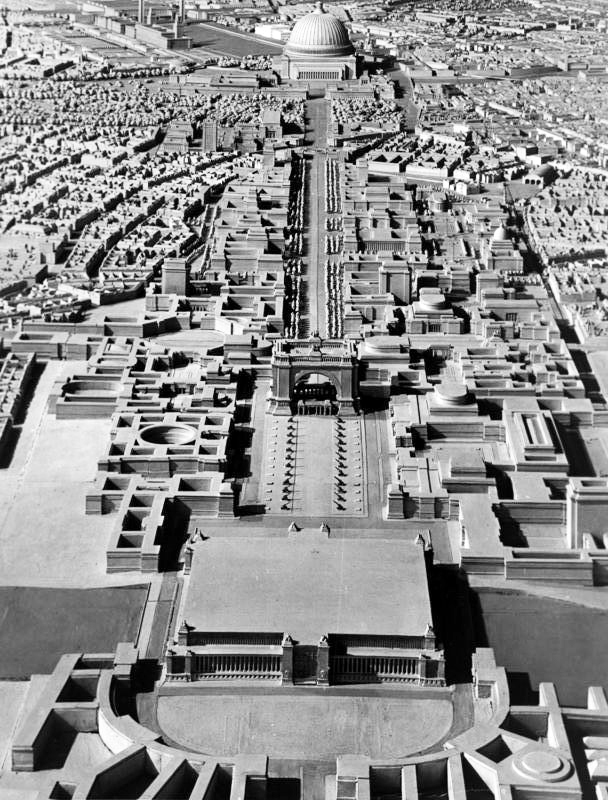
Проект перебудови Берліна

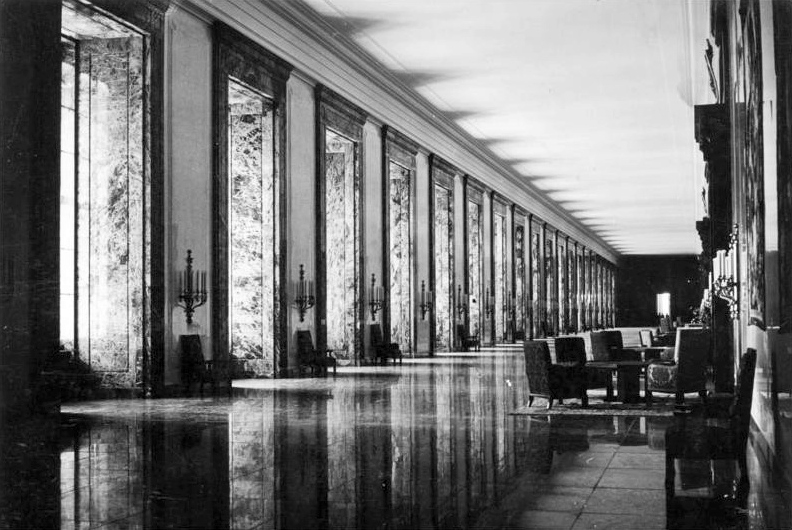
Мармурова галерея Нової рейхсканцелярії

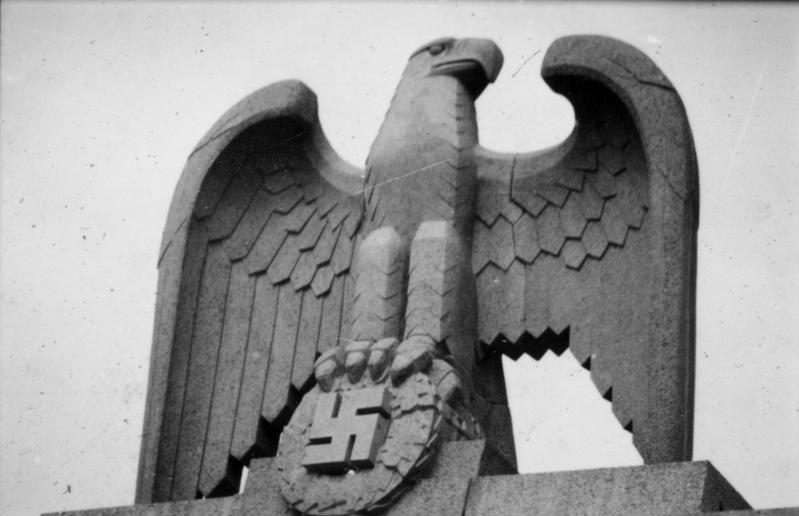
Нацистська символіка на даху берлінської будівлі (1940)

Архітектура епохи націонал-соціалізму (нім. Architektur im Nationalsozialismus) — один з наймасштабніших проявів тоталітарної архітектури, поряд зі сталінською архітектурою. Цим терміном охоплюють основні архітектурні стилі, методи будівництва та міського планування, які застосовували в Третім рейсі, де у 1933—1945 рр. панувала ідеологія націонал-соціалізму. Певний вплив архітектура епохи націонал-соціалізму зробила і на будівельні проєкти післявоєнної Німеччини.

## Ключові моменти
Вожді націонал-соціалістичної Німеччини, а також архітектори, які працювали під їхнім керівництвом, намагалися створити особливий, націонал-соціалістичний стиль архітектури, спираючись на неокласицизм і національні німецькі традиції. У той же час для використання у вузьких рамках розглядалися також і досягнення сучасних течій в архітектурі. Особливе значення мала необхідність враховувати особисті погляди А. Гітлера на архітектуру. Категорично відкидалася архітектура модернізму, у тому числі німецький стиль Баухаус. Представники Баухауса зазнавали переслідувань, цей стиль був затаврований у нацистській пресі як «культурно-більшовицький», «бездушний» і «ненімецький».
З розвитком у Німеччині періоду 1933—1935 років «патріотичного» руху Тингшпиль, із створенням і оформленням місць проведення Тинг-торжеств, окремі елементи псевдо-давньгерманського стилю (в орнаменті тощо) проникають і в офіційну, зокрема в СС-архітектуру (при будівництві СС-орденсбургів). При плануванні і розбивці паркових територій у Німеччині 30-х років як правило враховувались питання, пов'язані із збереженням природного ландшафту і охороною тварин і рослинного світу. Провідним представником у цій галузі був парковий архітектор Елвін Зайферт.
Провідний представник школи «Архітектура захисту Вітчизни» (Heimatschutzarchitektur), однієї з різновидів архітектури модерн, Пауль Шульце-Наумбург, починаючи з 1935 року піддається критиці з боку Гітлера. Провідним архітектором Третього Рейха був визнаний Альберт Шпеер, послідовник неокласичної традиції, у той час він не відмовлявся від окремих модерністських впливів. Як у міськім будівництві, так і у технологічно-виробничій архітектурі націонал-соціалістами цінувалися у першу чергу раціональність і функціональність будування як перша і головна ознака технічного прогресу в архітектурі. У Німеччині 30-х — 1-й піл. 40-х років XX століття не було жорстких вимог і не здійснювалося диктата «як обов'язково слід будувати». Державні органи, що розподіляли замовлення на проектування і будівництво, просто не помічали спеціалістів, які відходили від вимог генеральної лінії. У ті часи для споруди приватних будівель та виконання деяких індустріальних проектів допускали й архітекторів, які будували у стилі міжнародного модерну. Розподіл архітектурних стилів по галузям будівництва в основному виглядав так:
- Націонал-соціалістичний класицизм для державних і партійних споруд, зали для проведення агітаційно-пропагандистських заходів;
- Архітектура захисту Вітчизни для будівництва у приміських поселеннях та у СС-Орденсбургах;
- Поміркований модерн для житлових і адміністративних будівель;
- Функціоналізм для споруди казарм, воєнного будівництва, стадіонів та інших спортивних споруд;
- Нова речевість для промислового будівництва, технологічних споруд.

Архітектор комплексу партійних з'їздів НСДАП у Нюрнберзі Альберт Шпеер сформулював «Теорію цінності розвалин». Сутність її у тому, що руїни монументів минулого повинні пробуджувати героїчне натхнення. Для переконливості він зробив макет трибуни Цеппелінфельда, яка була у занедбаності кілька поколінь і поросла плющем. Даний макет він пред'явив Гітлеру і виклав свою теорію. Гітлер визнав міркування Шпеера логічними і наказав надалі здійснювати найважливіші будування держави з урахуванням «Закону розвалин»..

## Ставлення націонал-соціалістичного керівництва

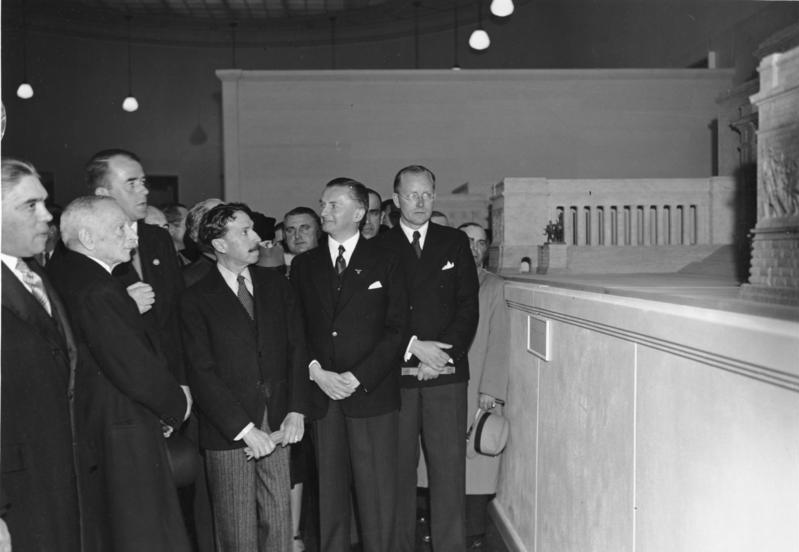
Архітектори Альберт Шпеер і Рудольф Волтерс на виставці у Лісабоні

Будучи художником із завдатками архітектора, А.Гітлер оцінював досягнення кожної епохи, у тому числі і досягненнями її архітектури. Про значення останньої фюрер висловився на Першій Архітектурно-мистецькій виставці у Будинку німецького мистецтва у Мюнхені 22 січня 1938 року:
|  | Якщо народи внутрішньо переживають часи своєї величі, то виражають вони ці переживання і відбивають їх також в зовнішній світ. В цьому випадку їх слово міцніше просто сказаного. Це слово з каменю. |

Таке ставлення Гітлера до архітектури пропагувалося в Німеччині, у тому числі і за допомогою кінематографу. Впродовж 15 років фюрер бажає перебудувати усю країну і робить особистий вплив на здійснення багатьох проектів. Улюбленими його архітекторами були Пауль Людвіг Троост, а після смерті останнього — Людвіг Руфф, потім Альберт Шпеер і Герман Гислер.
Перед початком Другої світової війни і у міру переходу ініціативи в неї до союзників, в нацистській архітектурі все сильніше затверджується гігантоманія у будівництві будівель, зводяться щонайширші сходи, проектуються довгі і прямі проспекти (так звані «осі (Achse)»), створюються циклопічні плани, не прив'язані до використання для яких-небудь цілей, — такі як радикальна перебудова Берліна, що переходить в нову столицю третього Рейху «Німеччина», і спроектована мегабудівля Зала народів (Volkshalle) у ній.
Здійснення цих проектів вимагало непомірної витрати як грошових коштів, так і металу (украй необхідного у військовій промисловості), будівельних матеріалів і каменю (що звозилися з усієї Європи), а також робочої сили (нестача в якій компенсувалася працівниками, що приганяли з окупованих країн).
Згідно з деякими свідченнями, Адольф Гітлер бачив у бомбардуваннях союзниками німецьких міст позитивний момент, оскільки вони, руйнуючи старі будівлі, звільняли місце для нових, задуманих фюрером, мегаспоруд. В той же час будівельна політика Рейху не обмежувалася виключно територією Німеччини, але і поширювалася на захоплені території, в першу чергу на Генерал-губернаторське. Усю Європу повинна була покрити надширококолійна залізнична мережа Breitspurbahn.
Окремою програмою, підтримуваною рейхсфюрером СС Генріх Гіммлером, була ідея створення в Східній Європі німецьких військових поселень, заселених фермерами-солдатами і сполучених між собою транспортною мережею, для чого, наприклад, був передбачений залізничний міст через Керченську протоку. Починаючи з 1935 року, Гіммлер також займався реконструкцією замку Вевельсбург біля Падерборна і створенням в ньому культового центру майбутнього Ордену СС (архітектором робіт, що проводились у Вевельсбурзі, був Герман Бартельс).
Повне перетворення німецьких міст «У дусі націонал-соціалізму», зведення або закінчення будівництва різних «культових центрів» і мегаспоруд було порушене обставинами Другої світової війни і поразкою Німеччини в 1945 році.

## Найбільші споруди

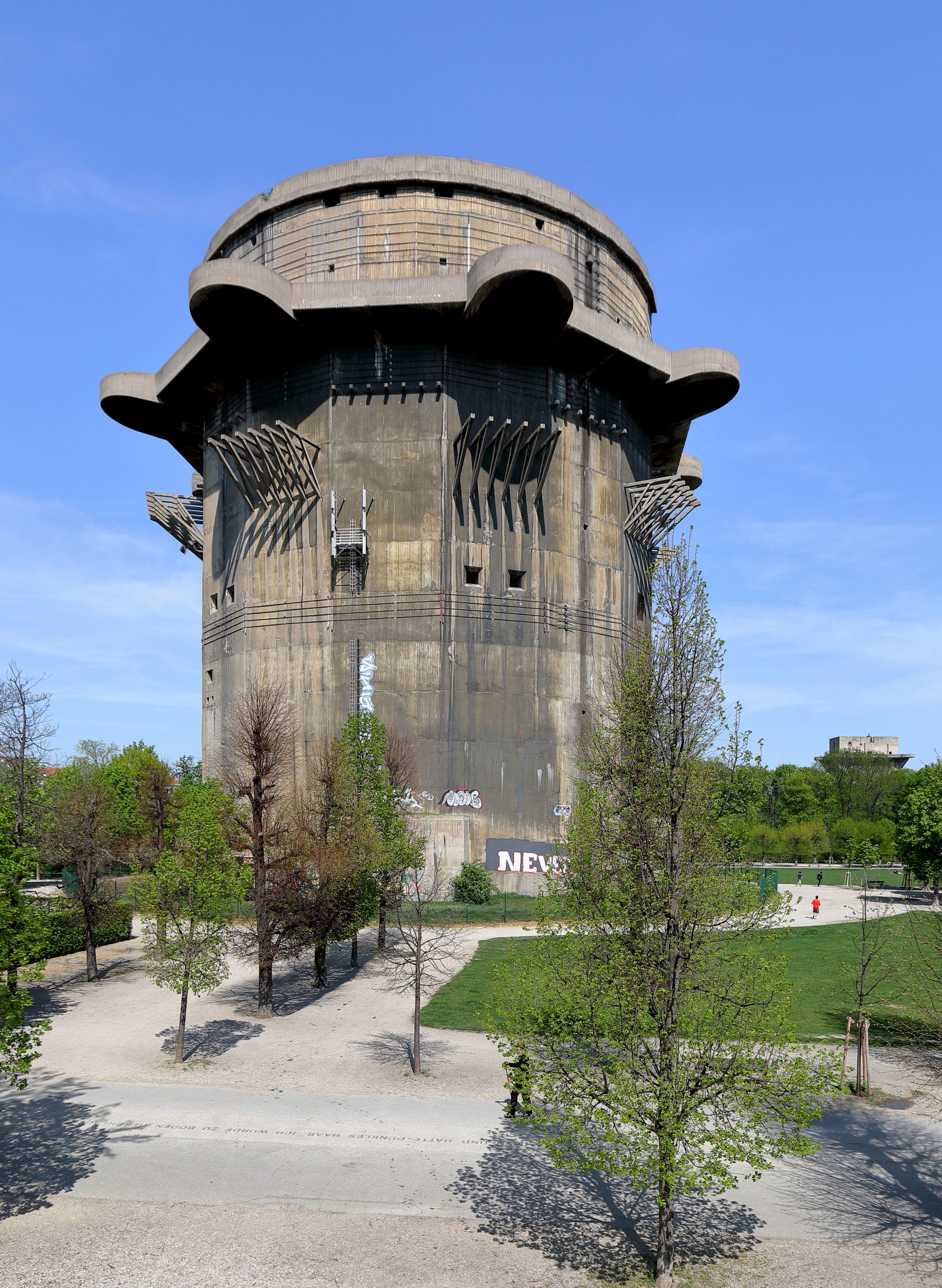
Зенітна вежа у Відні

- Академія виховання юнацтва, Брауншвейг
- Імперське міністерство авіації, Берлін
- Морський курорт Прора (рухи Сила через радість), острів Рюген
- Будівля партійних з'їздів Рейха (1933—1938, арх. А.Шпеер), Нюрнберг
- Олімпійський стадіон (1934—1936, арх. Вернер Марх), Берлін
- Аеропорт Темпельхоф (1934), Берлін
- Нова рейхсканцелярія, резиденція А.Гітлера (1938—1939, арх. А.Шпеер), Берлін
- Будівля італійського посольства (1939—1941, арх. Фридрих Кетцель), Берлін
- Будинок мистецтва в Мюнхені (1937),
- Фюрербау, Мюнхен
- Адміністративна будівля НСДАП, Мюнхен
- Орденсбург Фогельзанг
- Орденсбург Зонтхофен[en]
- Трибуна Цеппелінфельд, Нюрнберг

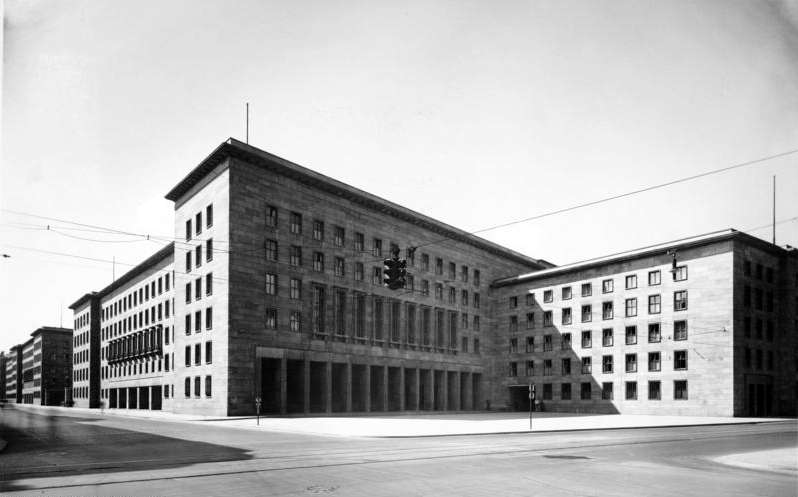
Імперське міністерство авіації, Берлін
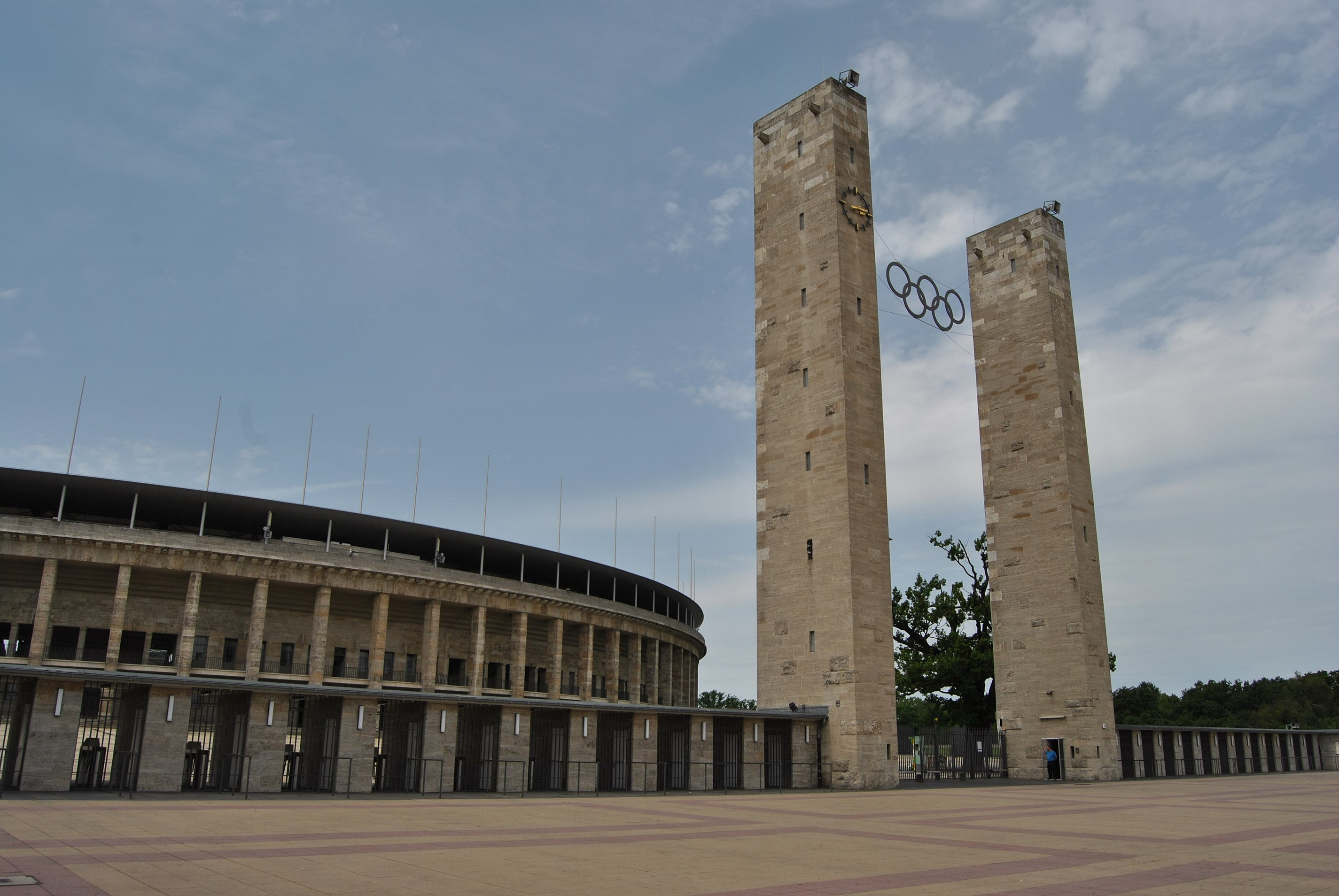
Олімпійський стадіон
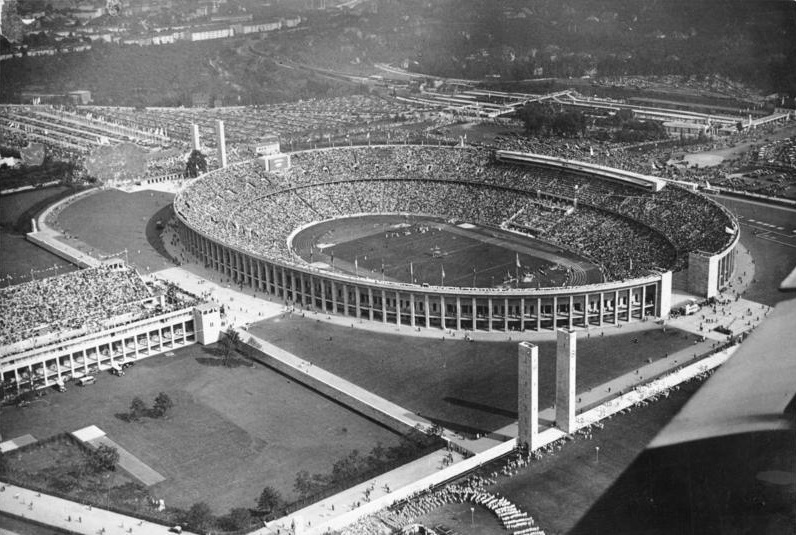
Олімпійський стадіон
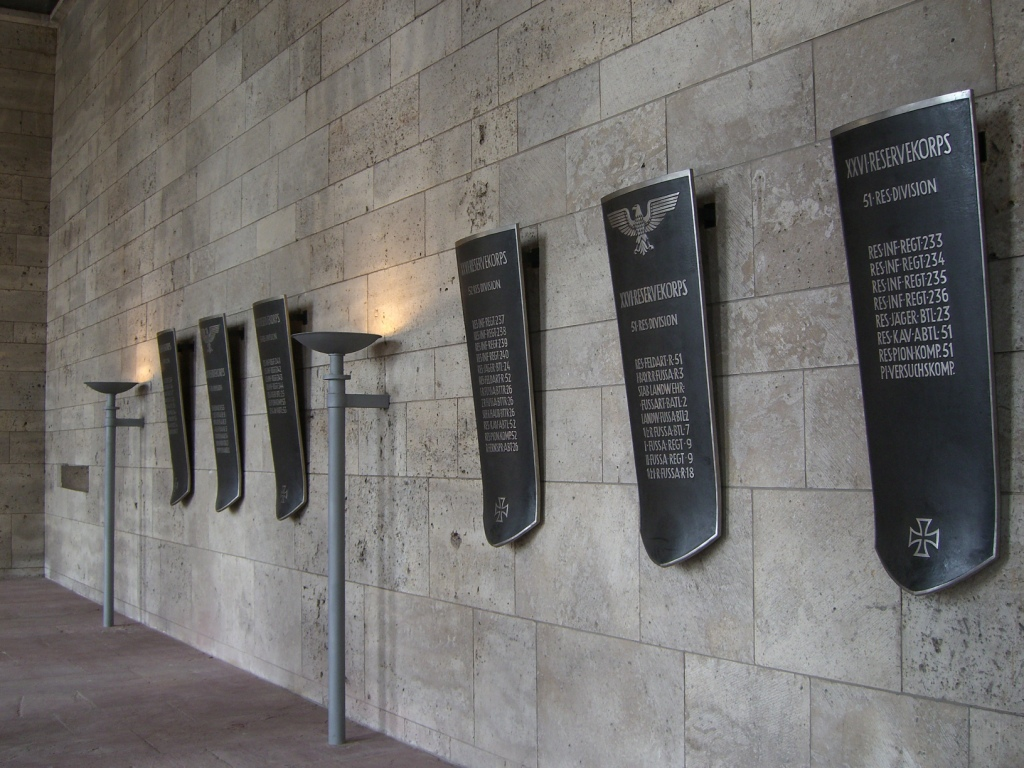
Олімпійський стадіон
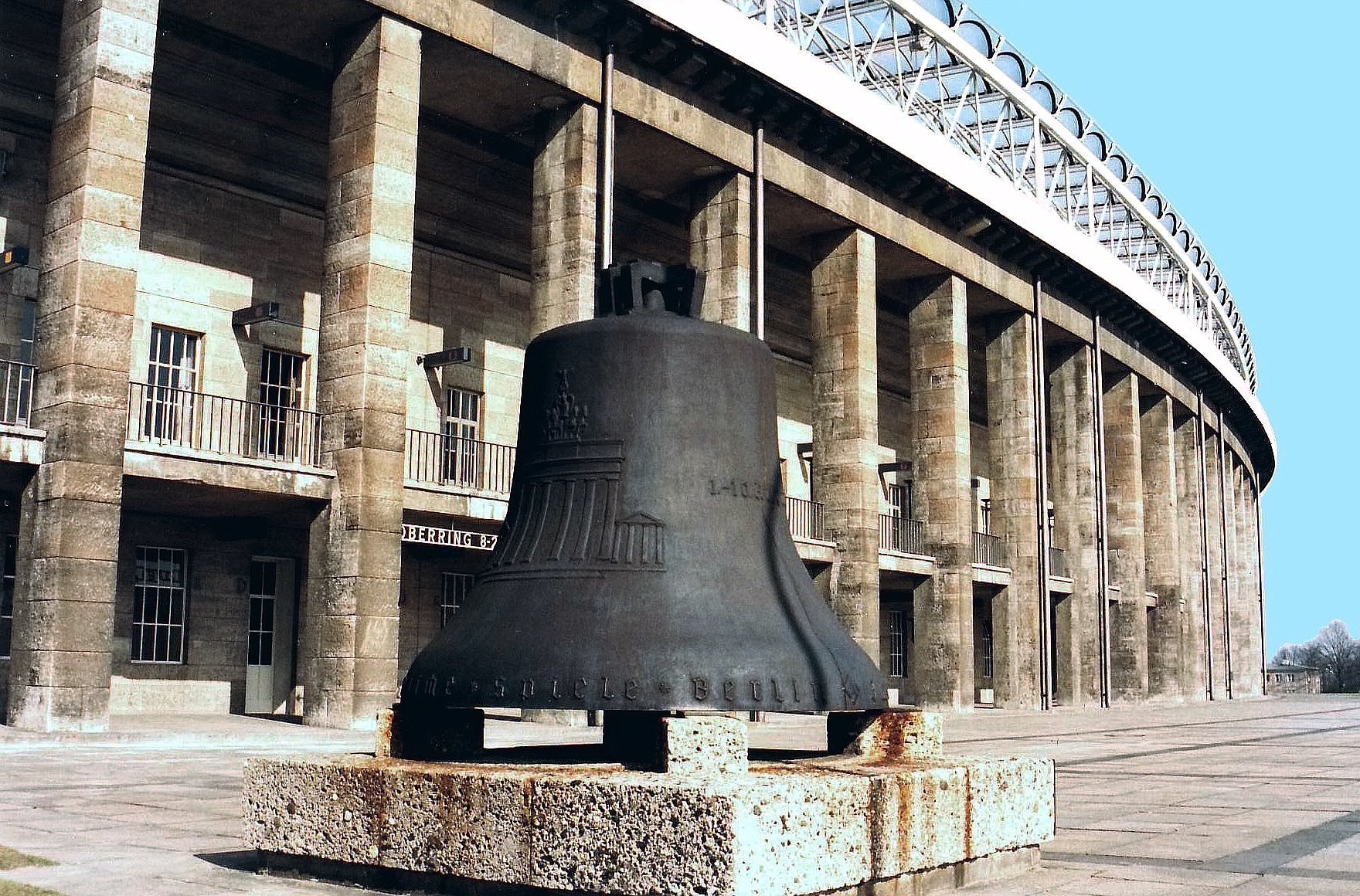
Олімпійський стадіон
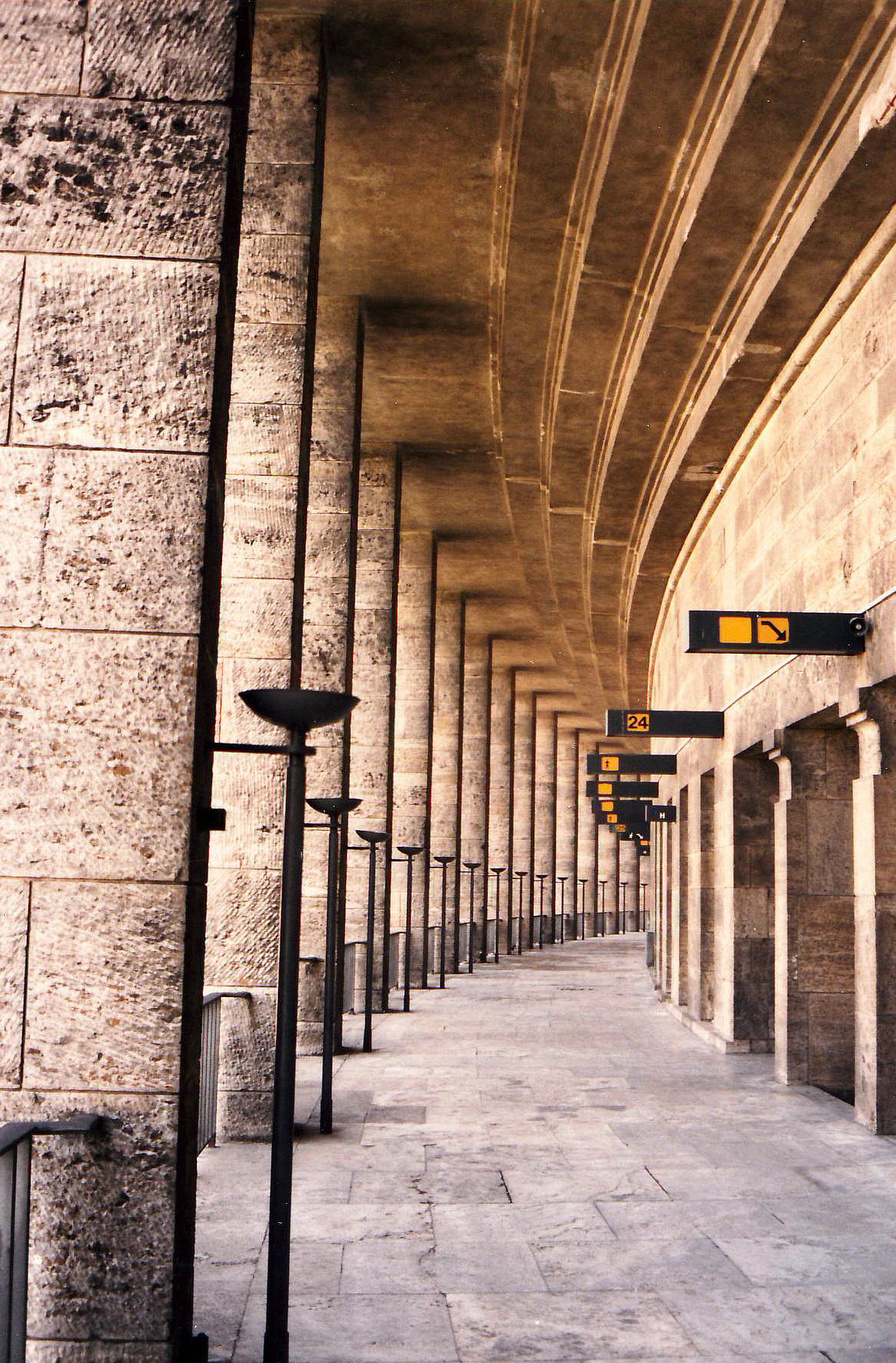
Олімпійський стадіон
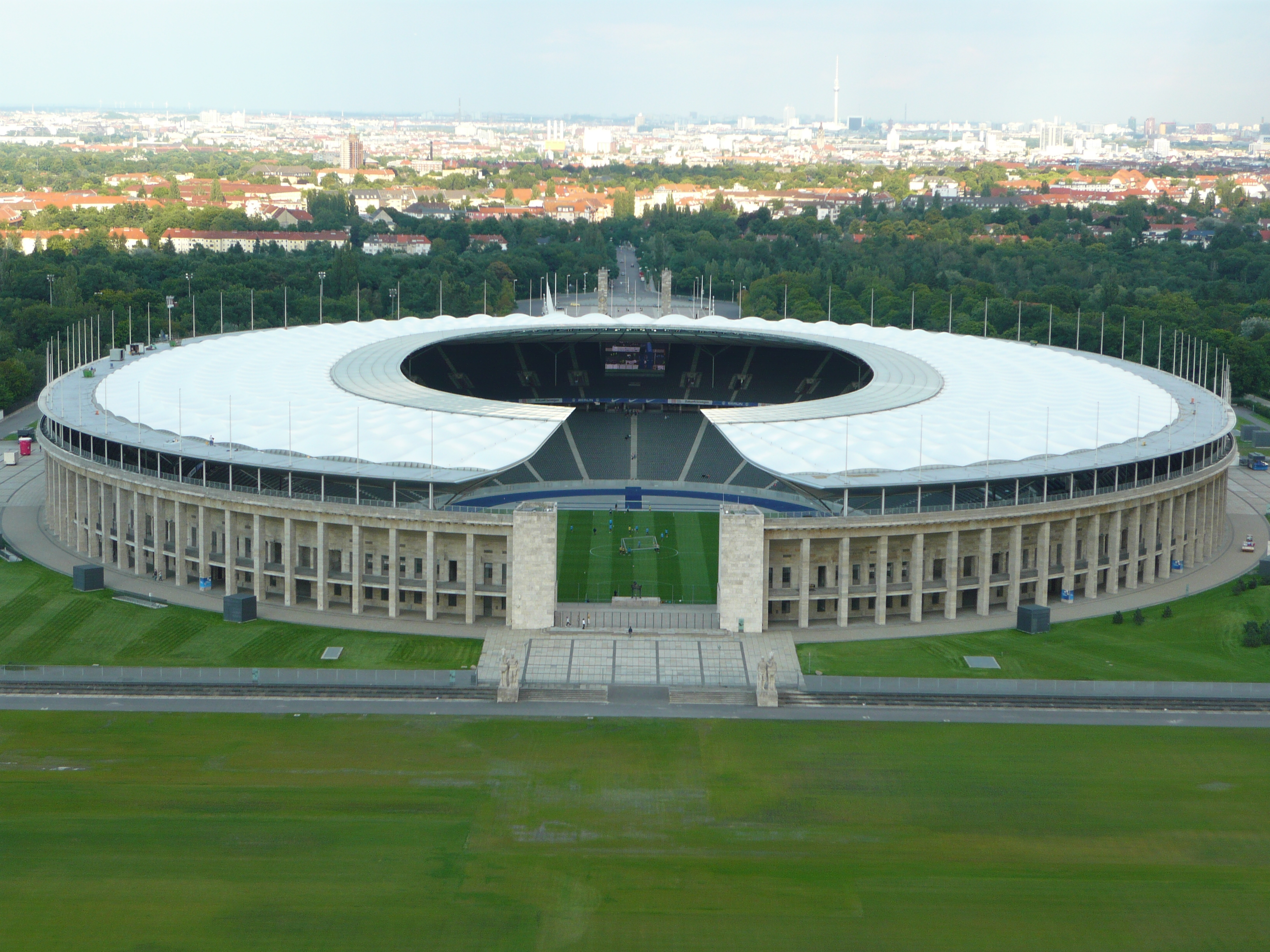
Олімпійський стадіон нині
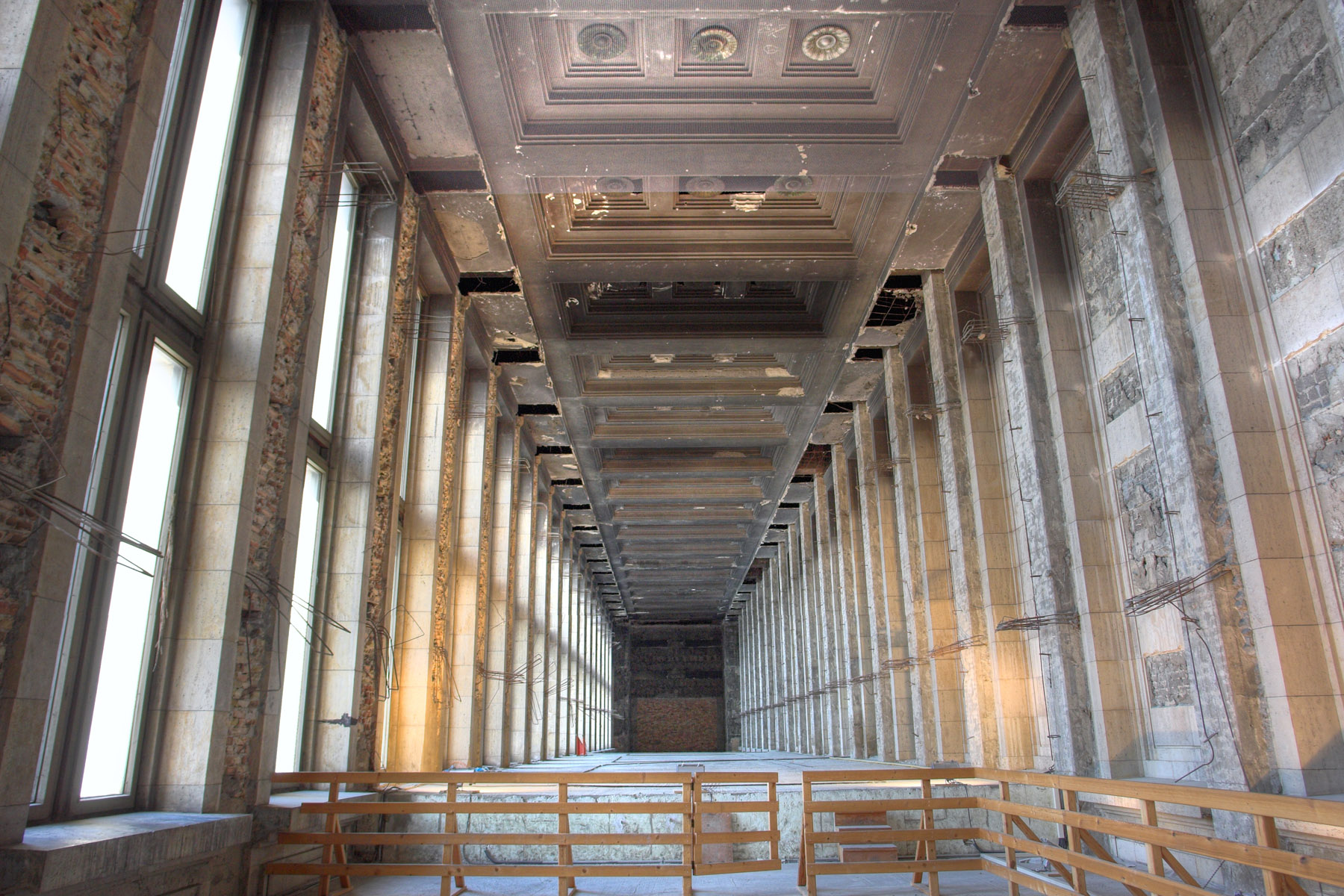
Аеропорт Темпельхоф
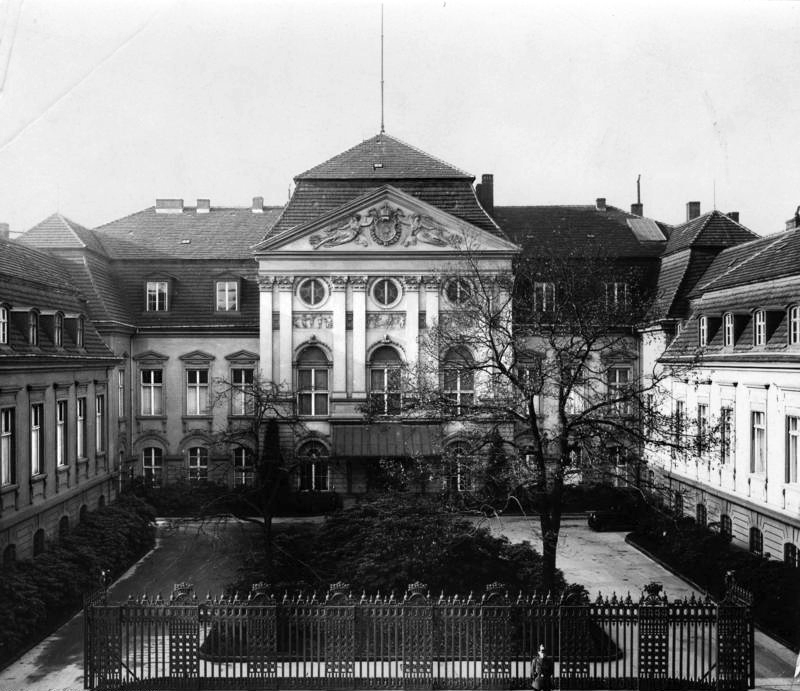
Головна будівля та двір рейхсканцелярії
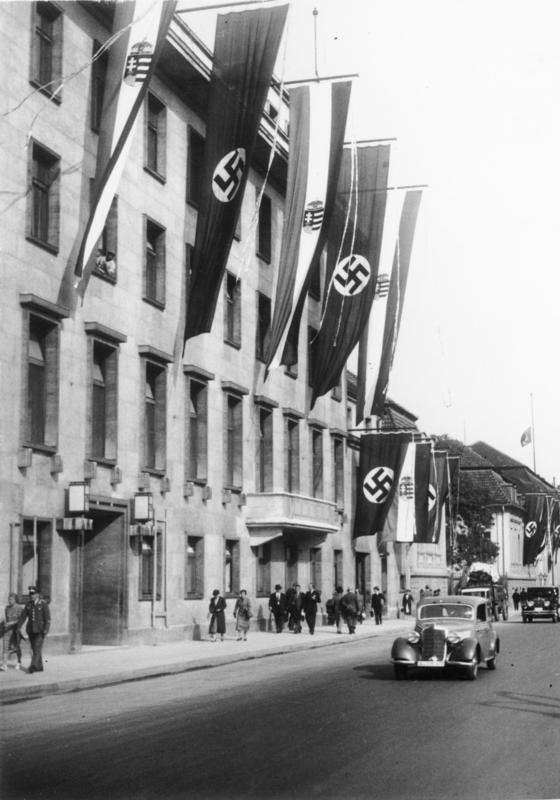
Рейхсканцелярія у 1938
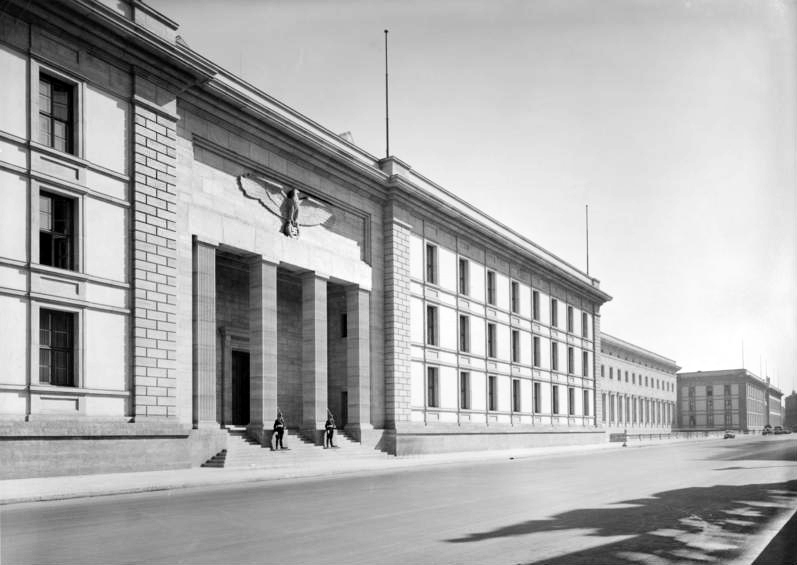
Нова будівля рейхсканцелярії
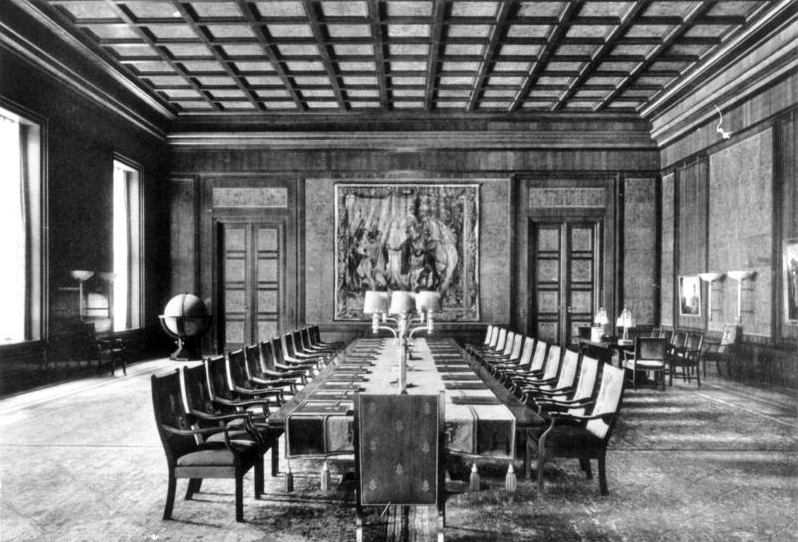
Кабінет для засідань уряду
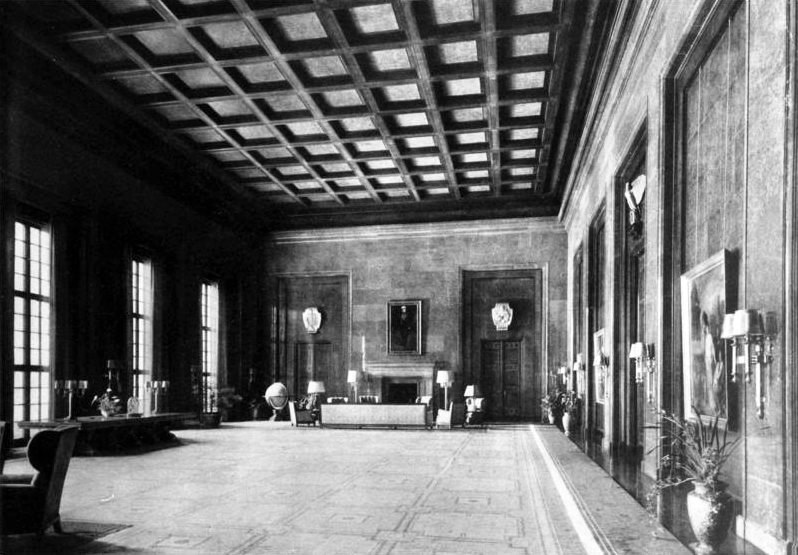
Кабінет Адольфа Гітлера
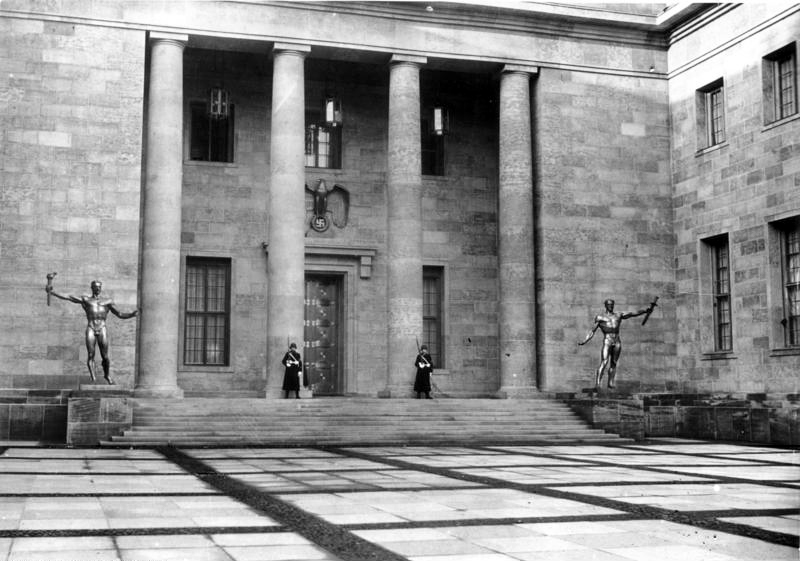
Внутрішній двір нової будівлі Рейхсканцелярії
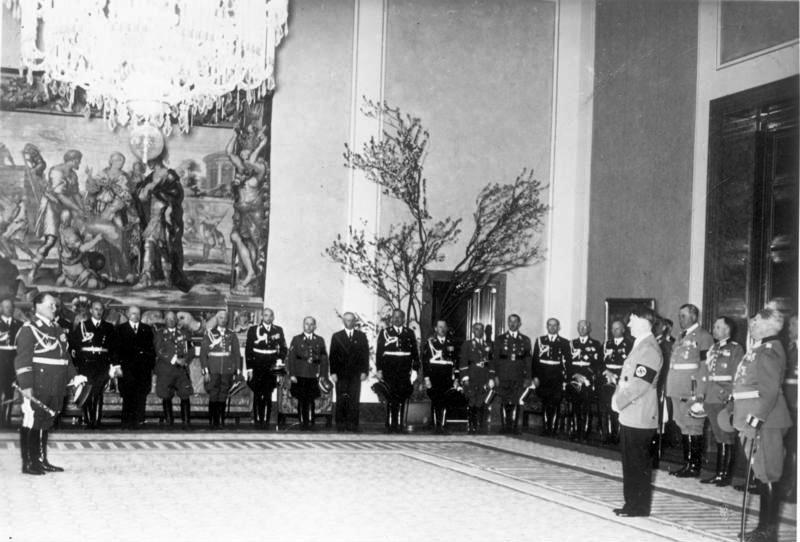
Інтер'єр
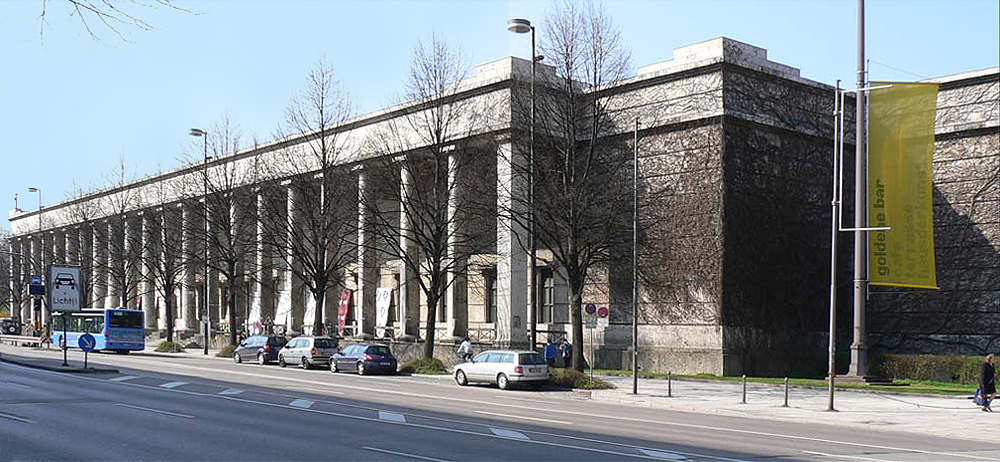
Будинок мистецтва в Мюнхені
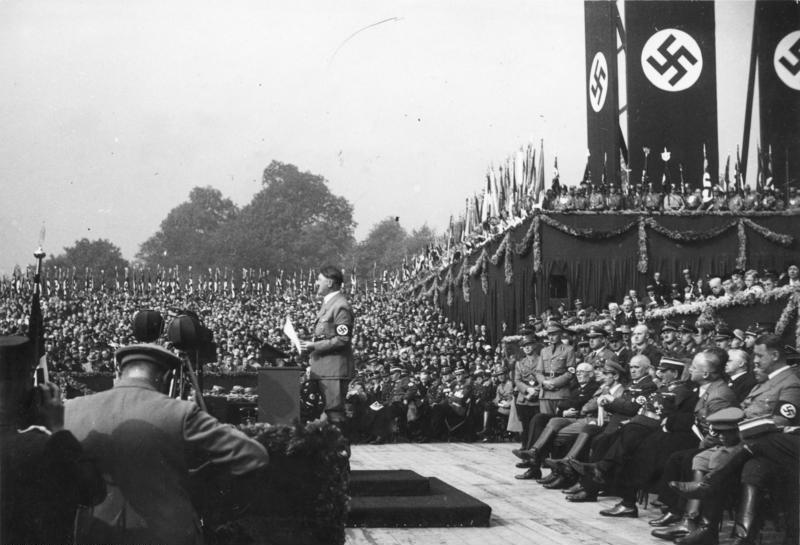
Виступ Адольфа Гітлера на урочистій церемонії закладки першого каменю в основу Будинку німецького мистецтва. 15 жовтня 1933
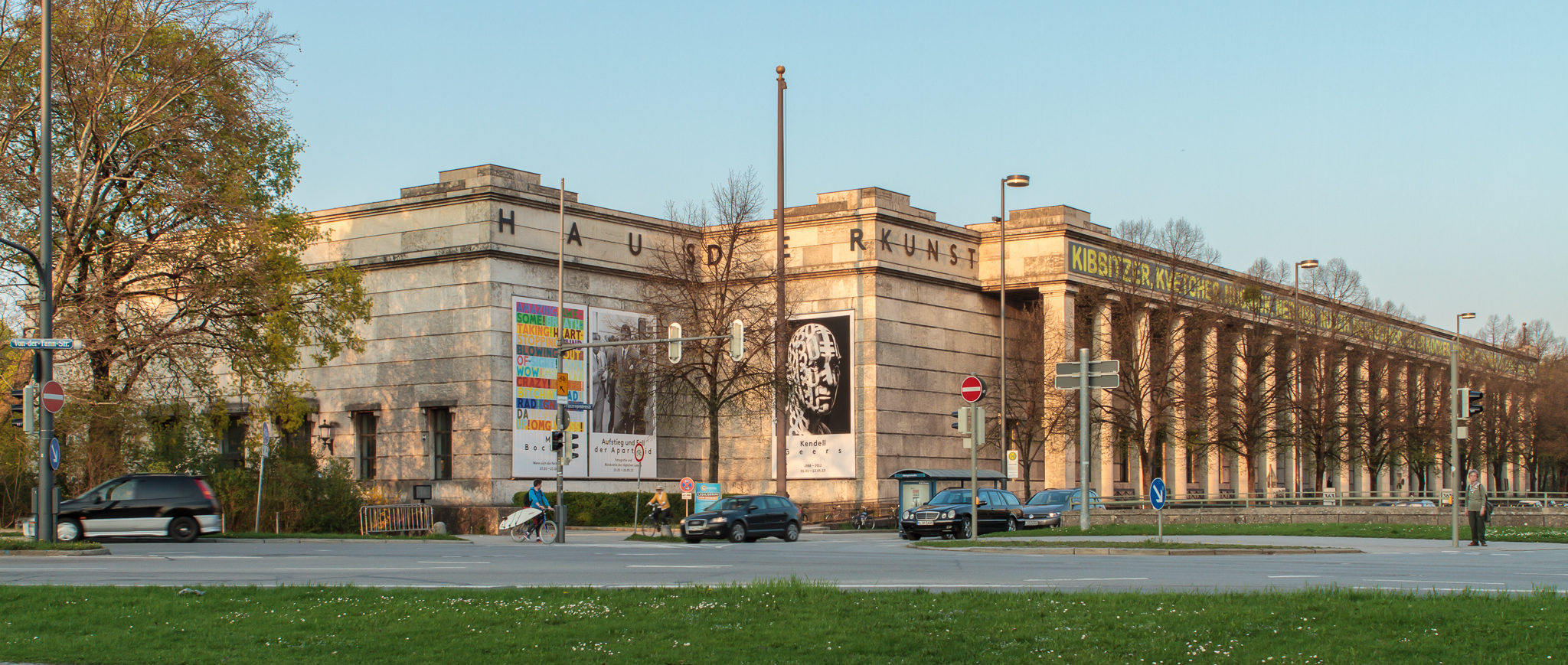
Будинок мистецтва
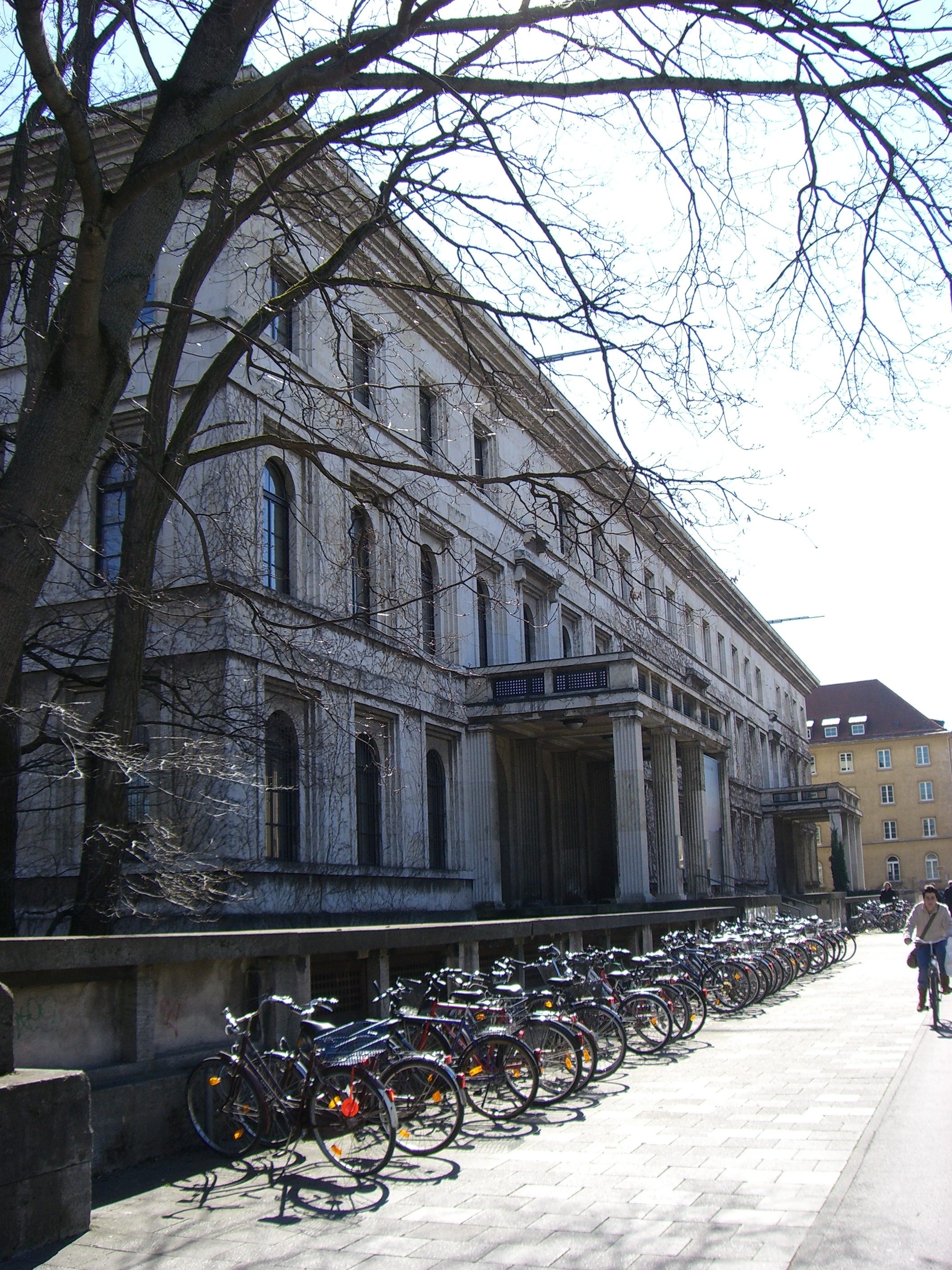
Адміністративна будівля НСДАП
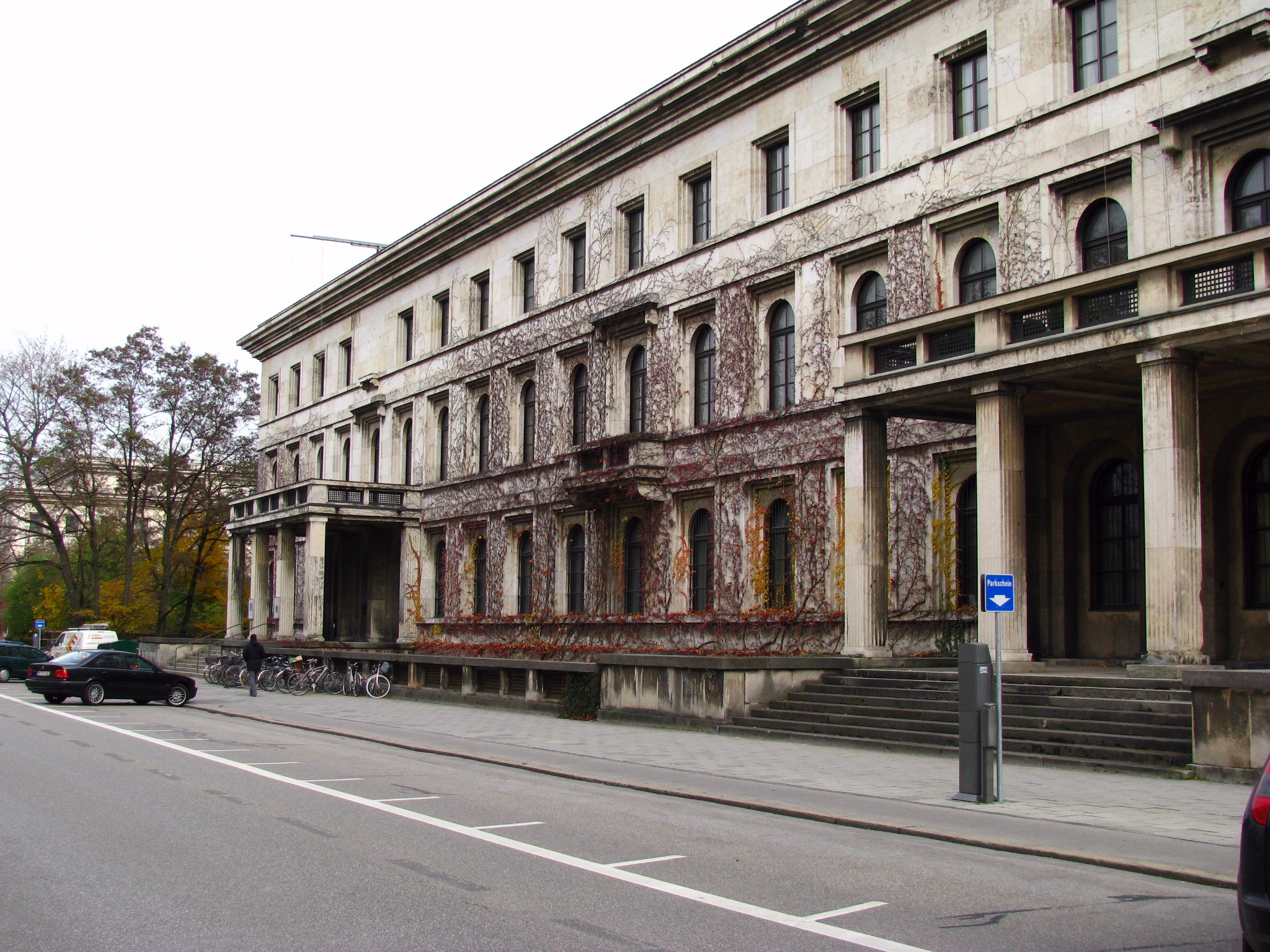
Адміністративна будівля НСДАП
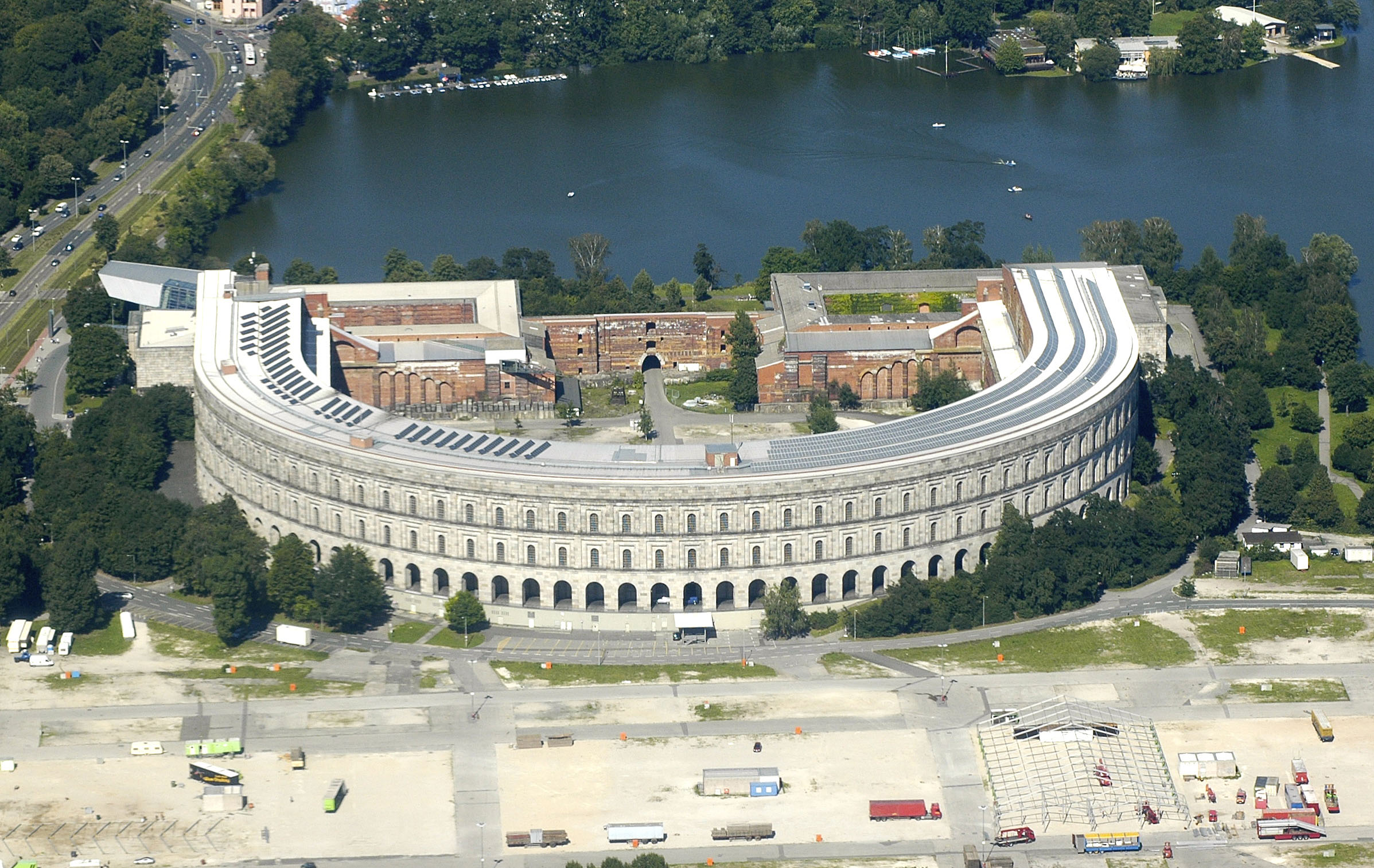
Цеппелінфельд
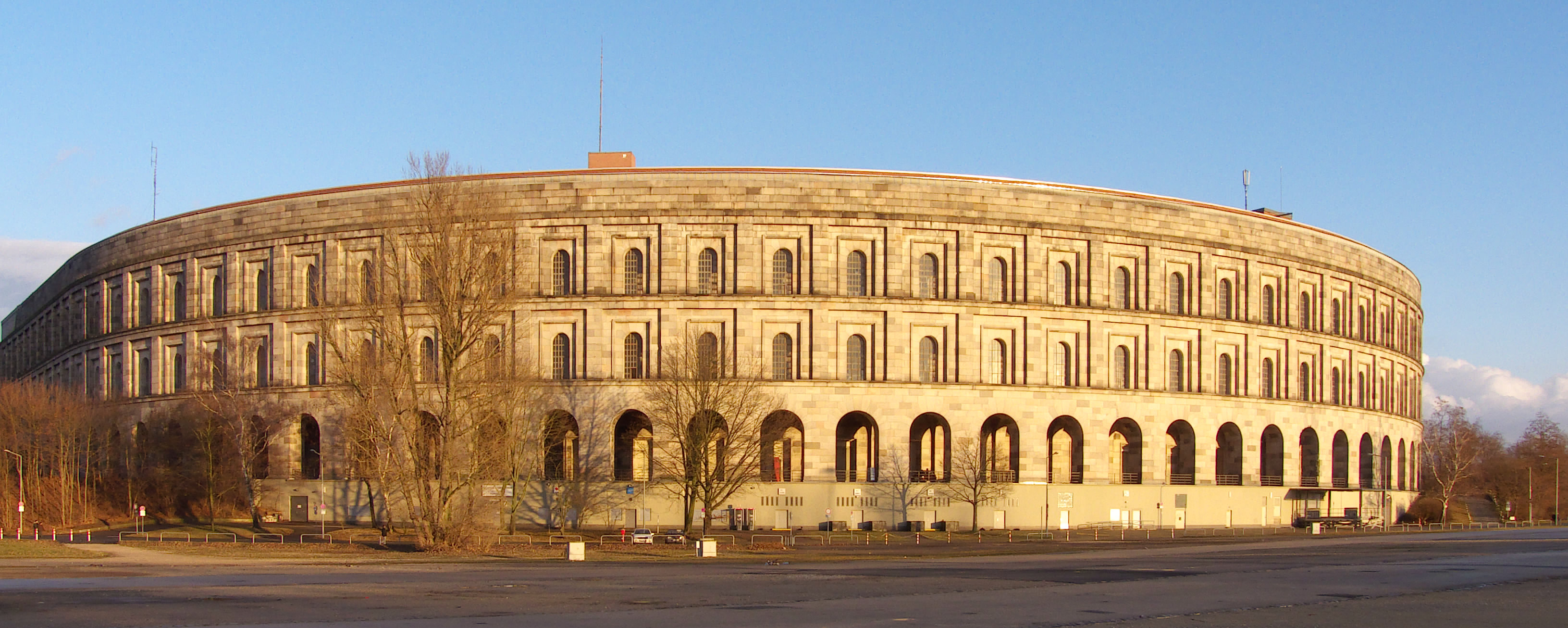
Цеппелінфельд
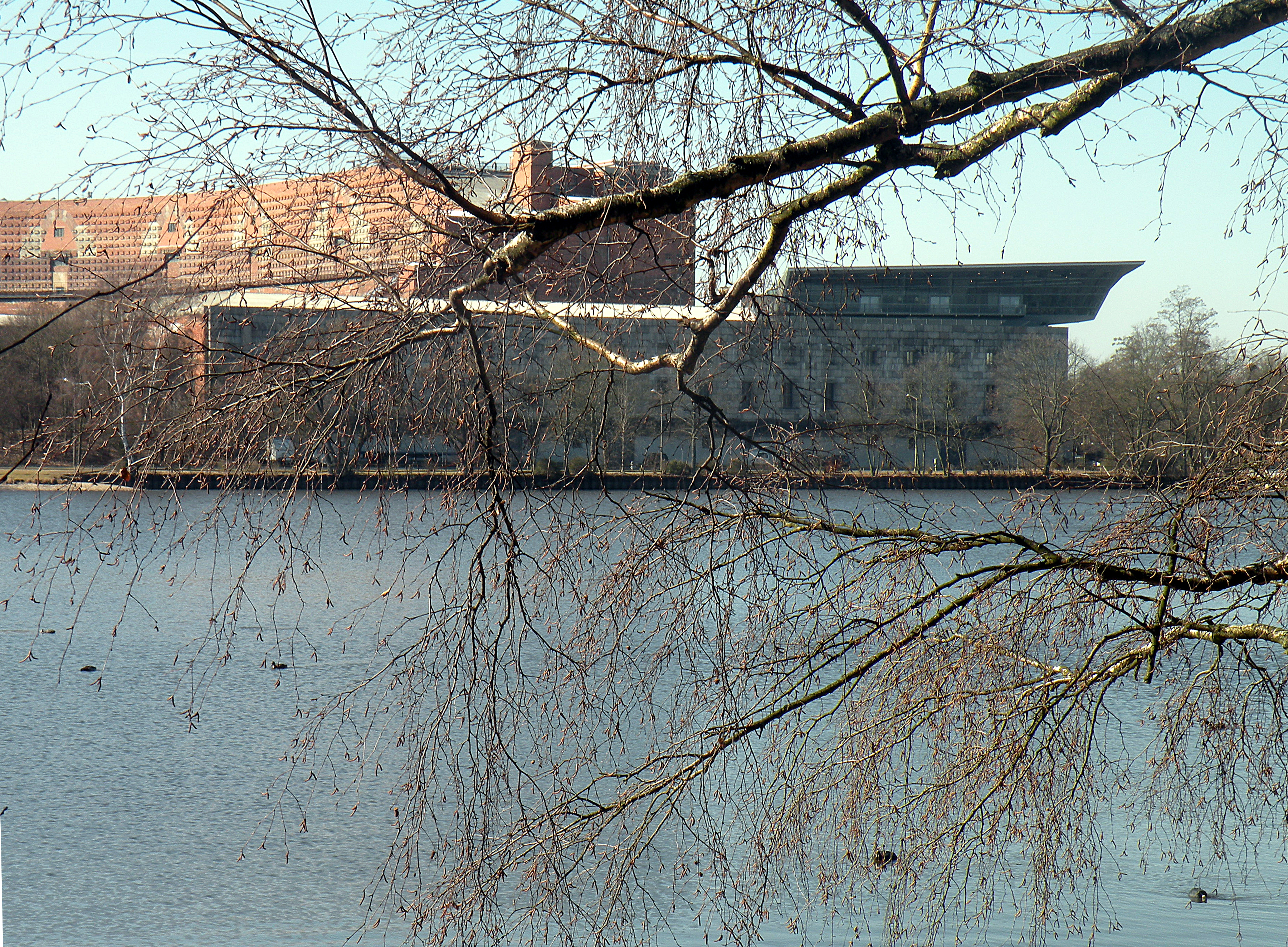
Цеппелінфельд
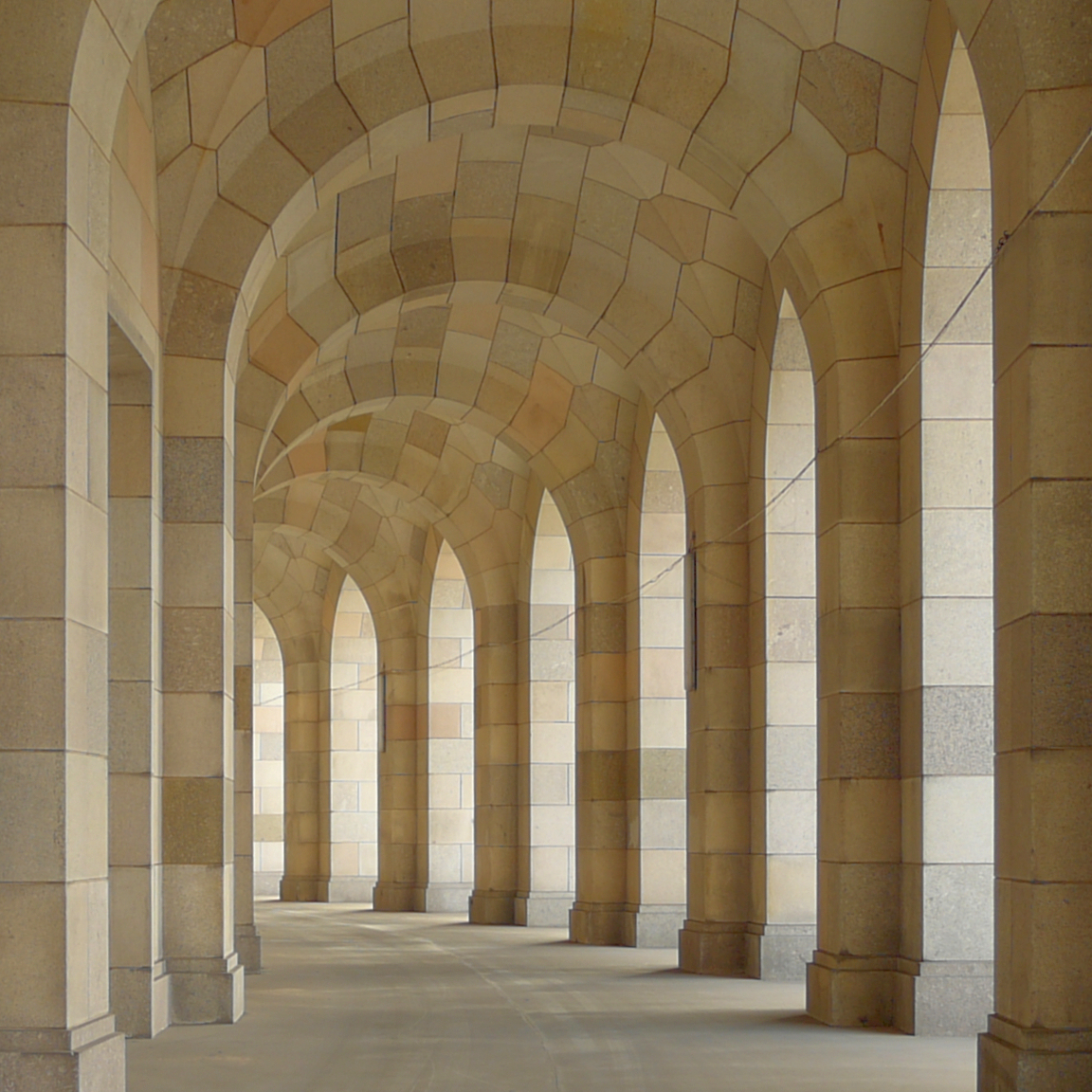
Цеппелінфельд
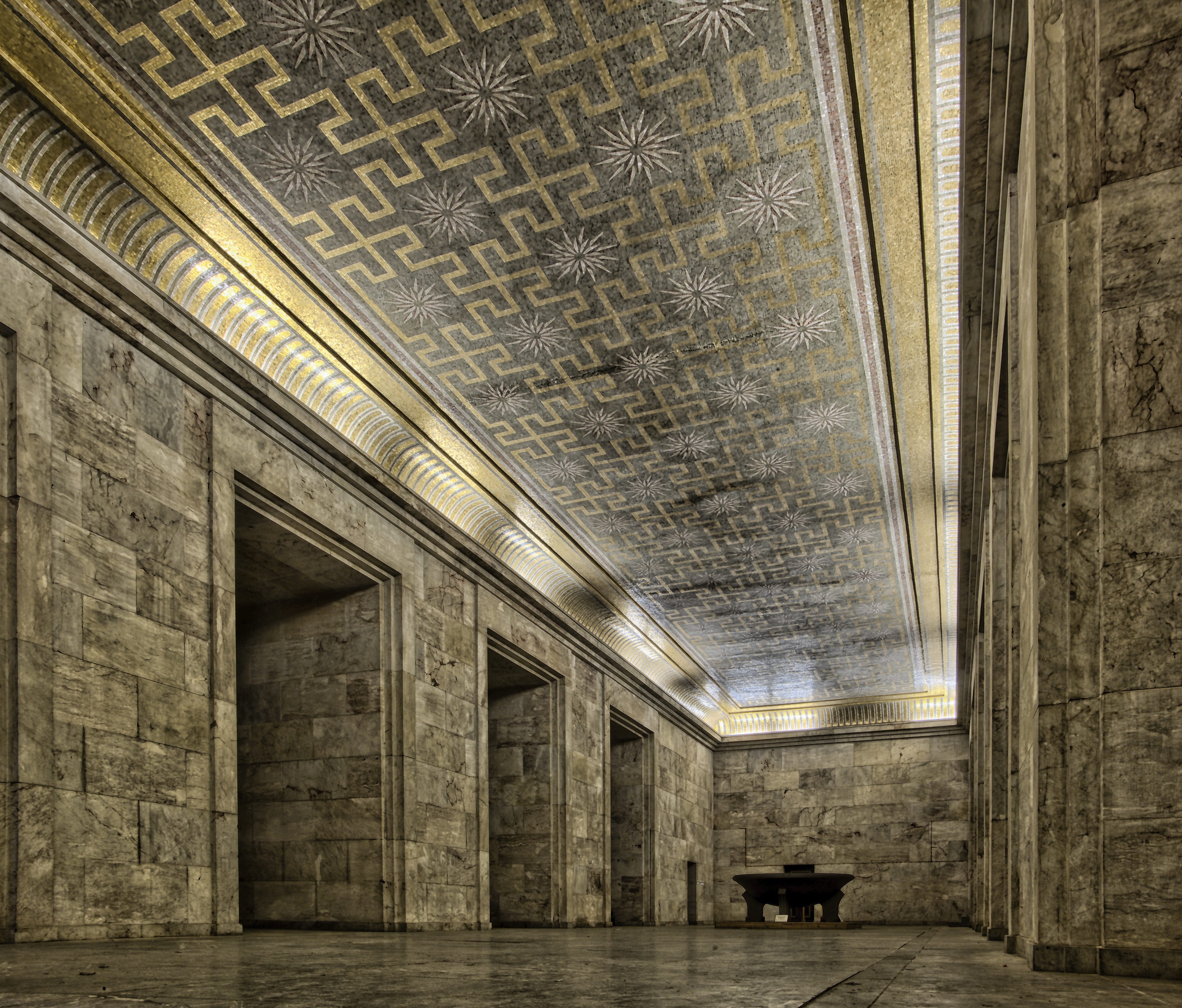
Цеппелінфельд
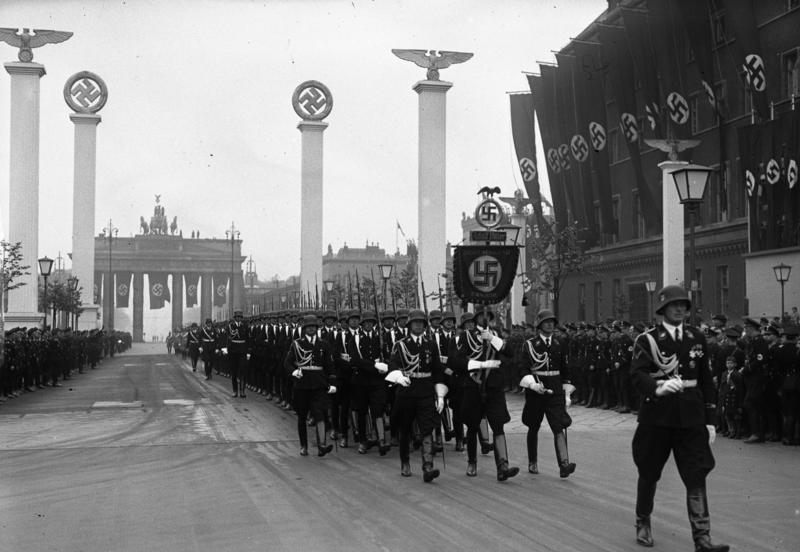
Поєднання архітектури та символів нацизму

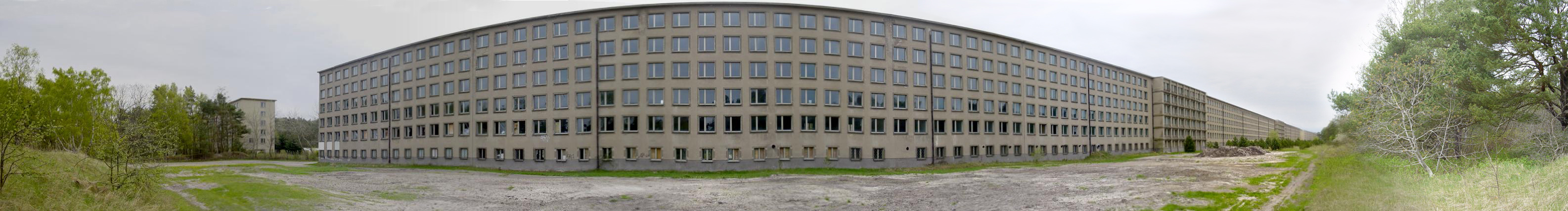
Морський курорт Прора